# Ricetta elettronica
La prescrizione elettronica (detta anche ricetta elettronica o e-℞) è una prescrizione medica generata, trasmessa e compilata elettronicamente al computer, che sostituisce le prescrizioni cartacee e via fax.
La prescrizione elettronica consente a medici, assistenti del medico, farmacisti e infermieri di utilizzare un software di prescrizione digitale per trasmettere elettronicamente una nuova prescrizione, o un'autorizzazione di rinnovo, a una farmacia.
Permette di inviare elettronicamente prescrizioni prive di errori, accurate e comprensibili, dal medico alla farmacia. La prescrizione elettronica ha lo scopo di ridurre i rischi associati alla scrittura manuale delle prescrizioni tradizionali.
Condividendo le informazioni sulla prescrizione medica, la prescrizione elettronica cerca di mettere in contatto il team di operatori sanitari di un paziente per facilitare un processo decisionale consapevole.

## Nel mondo

### Italia
L'elemento fondamentale della ricetta elettronica del SSN italiano è il Numero Ricetta Elettronica (NRE): è il numero univoco generato dal Sistema di Accoglienza Centrale ed è un codice alfanumerico, diviso in due blocchi (codice a barre e stringa alfanumerica sotto le barre), composto in totale da 15 cifre; si trova in alto a destra del documento. L'NRE funge anche da codice di prenotazione di una prestazione sanitaria.